# Березова Слободка
Бере́зова Слобо́дка (рос. Берёзовая Слободка) — присілок у складі Нюксенського району Вологодської області, Росія. Входить до складу Нюксенського сільського поселення.

## Населення
Населення — 343 особи (2010; 393 у 2002).
Національний склад (станом на 2002 рік):
- росіяни — 98 %